# Wilhelm von Haidinger

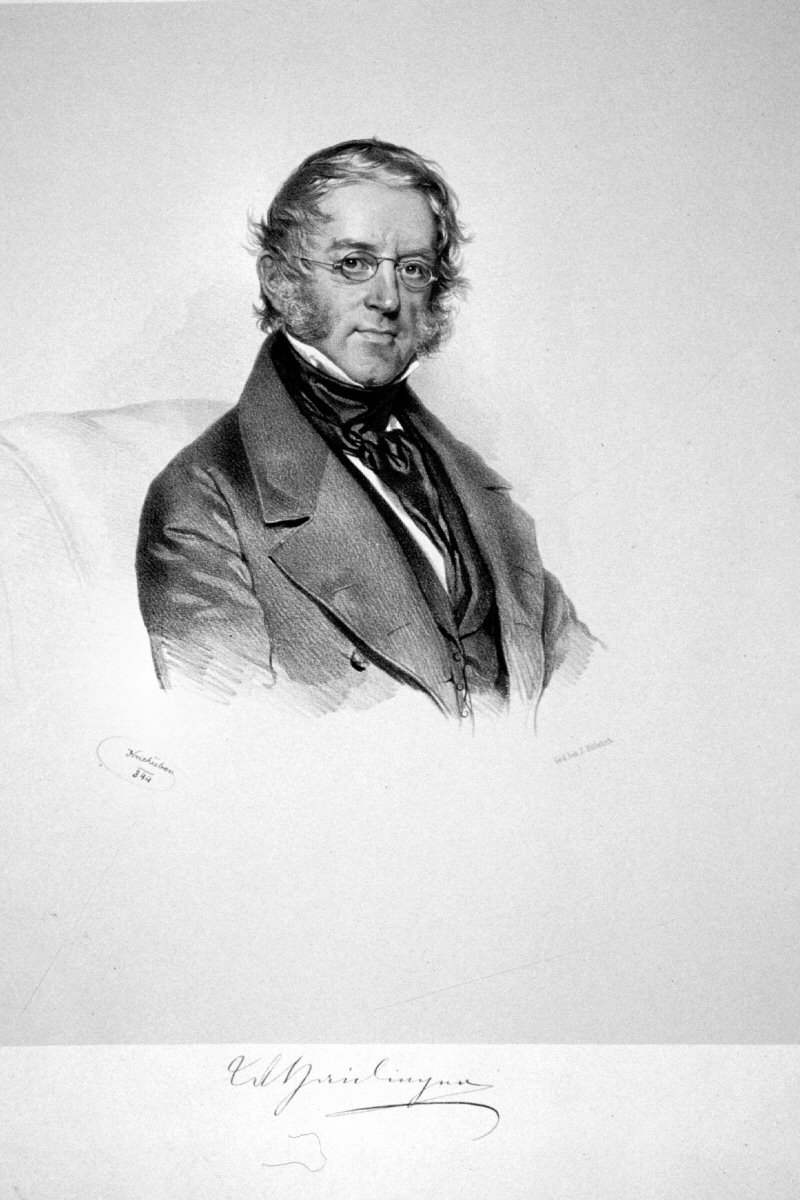
Wilhelm Haidinger, Lithographie von Josef Kriehuber, 1844

Wilhelm Karl Haidinger, ab 1864 Ritter von Haidinger (* 5. Februar 1795 in Wien; † 19. März 1871 in Dornbach bei Wien, im heutigen 17. Wiener Gemeindebezirk) war ein österreichischer Geologe und Mineraloge.

## Leben
Wie schon sein Vater, Karl Haidinger, interessierte sich auch Wilhelm für die Bestandteile der Erdkruste. Er studierte ab 1812 am Johanneum in Graz bei Friedrich Mohs Mineralogie und setzte ab 1817 sein Studium bei Mohs an der Bergakademie Freiberg fort, nachdem dieser als Nachfolger Abraham Gottlob Werners dessen Lehrstuhl in Freiberg übernommen hatte. Dabei assistierte er Karl Gustav Adalbert von Weissenbach bei der Katalogisierung der Gesteinssammlungen Werners und fertigte Zeichnungen von den Mineralen.
Zwischen 1822 und 1826 bereiste er mit dem Bankier Thomas Allan aus Edinburgh Europa und übersetzte von Mohs das Werk Grund-Riß der Mineralogie (1822) ins Englische. Mit seinen zwei Brüdern Eugen Haidinger (1790–1861) und Rudolf Haidinger (1792–1866) leitete er von 1827 bis 1840 die im Familienbesitz befindliche, 1811 gegründete Porzellanmanufaktur Gebrüder Haidinger in Elbogen in Westböhmen.
1840 erfolgte Haidingers Berufung als Bergrat nach Wien. Er leitete, ordnete und erfasste die Mineraliensammlung der Hofkammer und gab 1845 eine geognostische Karte für die österreichischen Länder heraus.
Am 15. November 1849 traf Kaiser Franz Joseph die Entschliessung, womit er das k.k. Ministerium für Landescultur und Bergwesen zur „Einrichtung einer geologischen Reichsanstalt“ beauftragte. Am 29. November 1849 ernannte er Haidinger zum Direktor der „kaiserlich-königlichen geologischen Reichsanstalt“ in Wien (nunmehr Geologische Bundesanstalt), deren Direktor dieser 17 Jahre lang war.
Wilhelm Ritter von Haidinger ging 1866 in den Ruhestand. Den im selben Jahr auf damals österreichischem Gebiet in den heute ukrainischen Waldkarpaten niedergegangenen Knyahinya-Meteoriten beschrieb er als Erster.

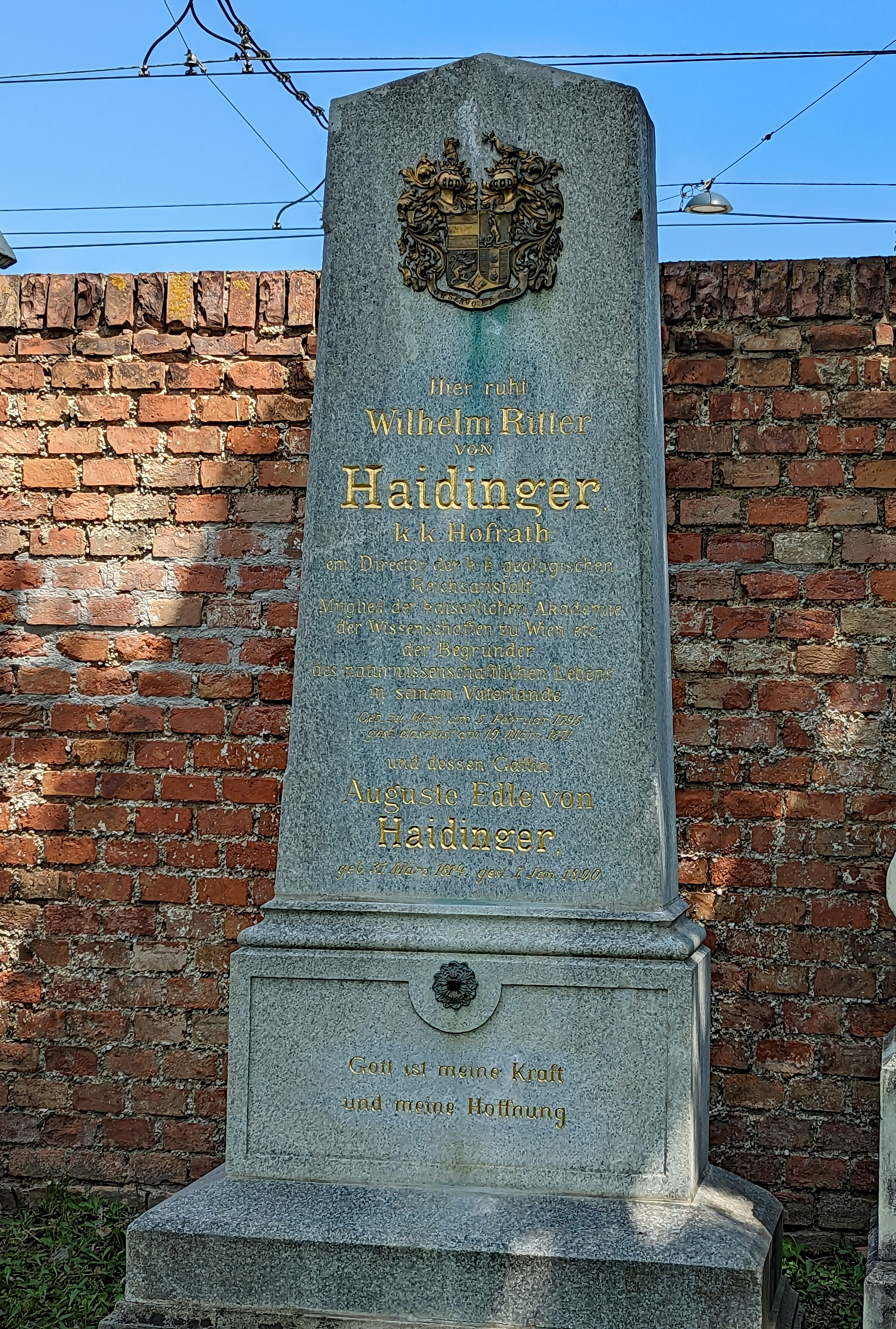
Ehrengrab auf den Wiener Zentralfriedhof

Nach seinem Tod 1871 wurde er zunächst am Dornbacher Friedhof bestattet, 1892 wurden seine sterblichen Überreste in ein Ehrengrab auf dem Wiener Zentralfriedhof (Gruppe 0, Reihe 1, Nummer 7) umgebettet.

## Schriften
- Treatise on Mineralogy, 3 Bde., Edinburgh 1825 (überarbeitete Übersetzung von Friedrich Mohs: Grund-Riß der Mineralogie. 1822–1824)
- Anfangsgründe der Mineralogie, 1829
- Über das direkte Erkennen des polarisierten Lichts. Poggendorfs Annalen, Bd. 63, 1844, S. 29–39
- Handbuch der bestimmenden Mineralogie, enthaltend die Terminologie, Systematik, Nomenklatur und Charakteristik der Naturgeschichte des Mineralreichs, 1845, 1850 u. 1865
- Die Aufgabe des Sommers 1850 für die k.k. geologische Reichsanstalt in der geologischen Durchforschung des Landes. In: Jahrbuch der k.k. geologischen Reichsanstalt, Jg. 1 (1850) Wien, S. 6–16
- Bericht über die geognostische Übersichts-Karte der österreichischen Monarchie, 1845
- Geognostische Uibersichtskarte der Oesterreichischen Monarchie aus den in der Bibliothek der k:k:Hofkammer im Münz und Bergwesen vorhandenen und den von den k:k:Montanistischen Aemtern eingesendeten Daten nebst den Arbeiten und Mitteilungen von F.S. Beudant, A. Boué [u.a.] in dem k:k: Montanistischen Museo zusammengestellt unter der Leitung des k:k: Bergrathes Wilhelm von Haidinger. 9 Bl. Farblithographie. 170,8 × 121,8 cm. 1:864.000. Wien 1845 (Digitalisat).
- Die Cephalopoden des Salzkammergutes aus der Sammlung seiner Durchlaucht des Fürsten von Metternich: Ein Beitrag zur Paläontologie der Alpen. Braumüller. Wien 1846 (gemeinsam mit Franz von Hauer, Digitalisat).
- Naturwissenschaftliche Abhandlungen der Freunde der Naturwissenschaft, 4 Bde. 1847–51 (Hrsg.), Digitalisate: Band 1, Band 2, Band 3, Band 4.
- Berichte über Mittheilungen von Freunden der Naturwissenschaft in Wien, 7 Bde. 1847–52 (Hrsg.), Digitalisate: Band 1, Band 2, Band 3, Band 4, Band 5, Band 6, Band 7.
- Physique du globe : mémoire sur les relations qui existent entre les étoiles filantes, les bolides et les essaims de météorites, 1864

## Ehrungen
1824 wurde er zum Fellow der Royal Society of Edinburgh gewählt. Seit dem 7. April 1842 ist Haidinger in der Preußischen Akademie der Wissenschaften als korrespondierendes Mitglied eingetragen. Im Jahr 1847 wurde er zum Mitglied der Leopoldina gewählt, 1847 wurde er zum korrespondierenden und 1859 zum auswärtigen Mitglied der Bayerischen Akademie der Wissenschaften gewählt. 1852 wurde er zum Ehrenmitglied des Nassauischen Vereins für Naturkunde ernannt. Seit 1855 war er gewähltes Mitglied der American Philosophical Society sowie der Académie des sciences in Paris. 1856 wurde er als auswärtiges Mitglied in die Königlich Dänische Akademie der Wissenschaften und als korrespondierendes Mitglied in die Russische Akademie der Wissenschaften in Sankt Petersburg aufgenommen. Seit Dezember 1858 war er assoziiertes Mitglied der Académie royale des Sciences, des Lettres et des Beaux-Arts de Belgique.

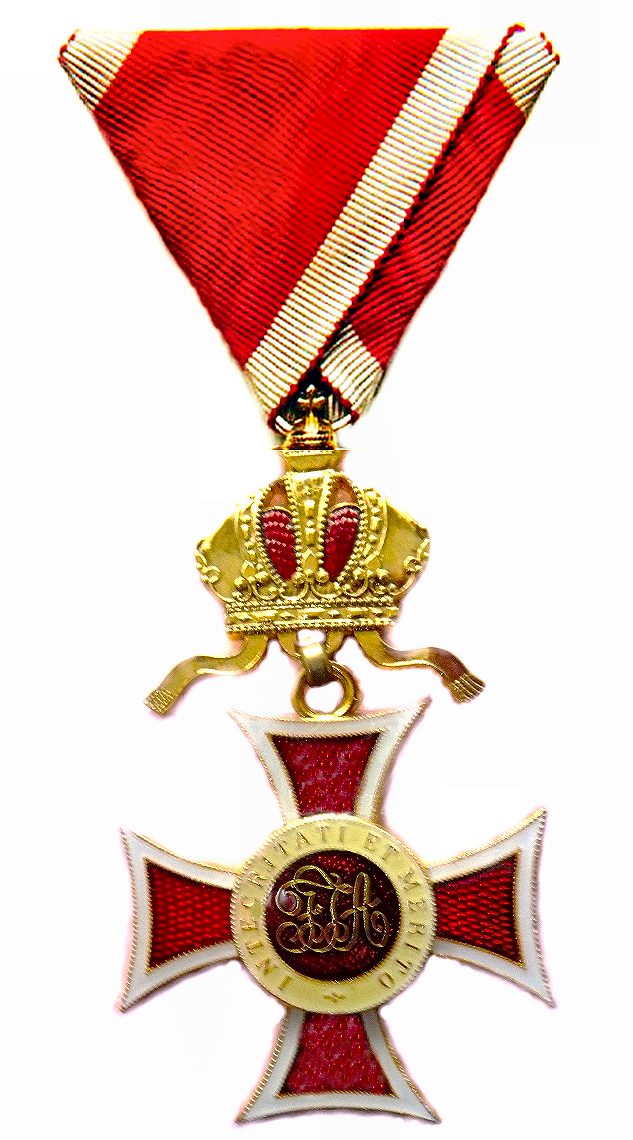
Ritterkreuz des österreichischen Leopold-Ordens

Vom König von Sachsen erhielt er 1854 das Ritterkreuz des Albrechts-Ordens. Als Zeichen der Dankbarkeit und Verehrung erhielt Haidinger am 29. April 1856 als erster die nach ihm benannte Haidinger-Medaille, die höchste Auszeichnung, die seit ihrer Hundertjahrfeier von der Geologischen Bundesanstalt vergeben wird. Im Jahre 1857 wurde er in den Orden Pour le Mérite für Wissenschaften und Künste aufgenommen. Mit Allerhöchster Entschließung vom 30. Juli 1864 verlieh ihm Kaiser Franz Joseph das Ritterkreuz des Leopold-Ordens und erhob ihn entsprechend den Statuten dieses Ordens mit Diplom vom 21. Oktober 1864 als "Ritter von Haidinger" den erblichen österreichischen Ritterstand.
Zu seinen Ehren wurde ein Mineral Haidingerit benannt. In Neuseeland wurde der Mount Haidinger und auf dem Mond ein Mondkrater nach ihm benannt. Die zwischen 1844 und 1854 beschriebene Kontrasterscheinung polarisierten Lichtes wird nach ihrem Entdecker Haidinger-Büschel genannt. Das von Haidinger entwickelte Dichroskop, eine Lupe zur Analyse von Kristallen, wird auch als Haidingerlupe bezeichnet.
Er erhielt im Jahr 1892 ein Ehrengrab auf dem Wiener Zentralfriedhof, wohin er von seinem ursprünglichen Bestattungsplatz am Dornbacher Friedhof umgebettet wurde.
Im Jahr 1874 wurde in Wien-Landstraße (3. Bezirk) die Haidingergasse nach ihm benannt.

## Wappen
Das Haidinger per Diplom vom 21. Oktober 1864 anlässlich seiner Erhebung in den erblichen österreichischen Ritterstand verliehene Wappen war: Geviert mit eingepfropfter Spitze; 1 in Blau ein silberner Querbalken; 2 in Gold ein schwarz gekleideter Bergmann auf steinigem Boden, auf sein linkes Knie niedergelassen und vor einem aus dem rechten Seitenrande ausstrahlenden Grubenlichte mit dem Schlegel in der erhobenen Rechten auf das mit der Linken in den Boden eingerannte Eisen schlagend; 3 in Schwarz ein einwärts aufgerichteter goldener Löwe mit ausgeschlagener rother Zunge, mit beiden Vorderpranken ein Bündel fächerartig ausgebreiteter goldener Stäbe vor sich tragend; 4 in Blau ein silberner mit zwei durch einen schwarzen Querfaden von einander geschiedenen Strahlenkreisen bezeichneter Pfahl, von denen jeder aus zweierlei concentrischen Strahlenbüscheln derart gebildet ist, daß im oberen gelbe, im unteren blaue pfahlweise, dann im ersteren blaue und im letzteren gelbe quer ausstrahlen; in der eingepfropften Spitze in Silber ein überbogener blau geharnischter, mit zwei goldenen und zwei silbernen Münzen abwechselnd belegter Arm mit einem über sich geschwungenen Schwert. Zwei gekrönte Turnierhelme: I ein silberner rot bezungter Brackenkopf mit blauem goldeingefaßten und beringten Halsband wachsend; II eine natürliche weiße Taube mit natürlichem  Ölzweig im Schnabel. Helmdecken: blau-silbern, schwarz-golden. Devise: „Observo et colo“ in silberner Schrift auf blauem Spruchband.